# Finnbotjärnen
Finnbotjärnen är en sjö i Norsjö kommun och Skellefteå kommun i Västerbotten och ingår i Skellefteälvens huvudavrinningsområde. Sjön har en area på 0,622 kvadratkilometer och ligger 193,1 meter över havet. Sjön avvattnas av vattendraget Stor-Groven.

## Delavrinningsområde
Finnbotjärnen ingår i det delavrinningsområde (720086-170613) som SMHI kallar för Mynnar i Båtforsaggan. Medelhöjden är 212 meter över havet och ytan är 11,54 kvadratkilometer. Det finns inga avrinningsområden uppströms utan avrinningsområdet är högsta punkten. Stor-Groven som avvattnar avrinningsområdet har biflödesordning 2, vilket innebär att vattnet flödar genom totalt 2 vattendrag innan det når havet efter 56 kilometer. Avrinningsområdet består mestadels av skog (93 procent). Avrinningsområdet har 0,62 kvadratkilometer vattenytor vilket ger det en sjöprocent på 5,4 procent.